# Анси (Белгия)
Вижте пояснителната страница за други значения на Анси.
Анси (на френски: Hensies) е селище в Югозападна Белгия, окръг Монс на провинция Ено. Населението му е около 6700 души (2006).